# Ministerio del Poder Popular para la Educación de Venezuela
El Ministerio del Poder Popular para la Educación (MPPE) de Venezuela, fue creado bajo el nombre de «Ministerio de Instrucción Pública» el 24 de mayo de 1881, por el gobierno del general Antonio Guzmán Blanco. Es la máxima institución que regula, supervisa y coordina los sistemas educativos venezolanos de los niveles de Inicial, Primaria, Media General, Técnica y las modalidades de Jóvenes, Adultas y Adultos y Educación Especial. Actualmente está bajo la dirección de Héctor Rodríguez.

## Historia
Comenzó a funcionar el 4 de junio de 1881, siendo su primer ministro Aníbal Dominici, encargándose de las escuelas primarias, secundarias, universidades, institutos científicos, colegios privados, administración de los conventos extinguidos y supervisando todo lo relacionado con la educación del país. Con este ministerio nace también la educación gratuita y obligatoria.
Para 1936, se cambia el nombre a «Ministerio de Educación Nacional» y los colegios federales se convierten en Liceos. Bajo la gestión para ese momento de Arturo Uslar Pietri, se construye la Universidad Central de Venezuela. Nuevamente, en septiembre de 1950, su nombre cambia a «Ministerio de Educación» y se logra crear el IPASME, FEDE, Fundayacucho, Convenio Andrés Bello y la Ley Orgánica de Educación y su Reglamento.
Con la aprobación de la Constitución de 1999, en el año 2000, cambia su nombre a «Ministerio de Educación, Cultura y Deporte», al fusionarse los tres ministerios de esta área. En 2002, se crea el Ministerio de Educación Superior escindiéndose del mismo.
En 2007, pasa a adoptar su nombre actual.

## Estructura

### Viceministerios
- Viceministerio de Educación[2]
- Viceministerio de Educación Inicial y Primaria
- Viceministerio de Educación Media
- Viceministerio de Comunidades Educativas y Unión con el Pueblo
- Viceministerio de Instalaciones y Logísticas

### Órganos y Entes Adscritos
- FEDE[3]
- Vive TV
- Colombeia TV
- CENAMEC
- IPASME[4][5]
- Fundabit[6]
- SENIFA
- CNAE
- Fundación Edumedia
- Academias Nacionales:
  - Academia Nacional de la Historia de Venezuela
  - Academia Venezolana de la Lengua
  - Academia Nacional de Medicina
  - Academia de Ciencias Políticas y Sociales
  - Academia de Ciencias Físicas, Matemáticas y Naturales
  - Academia Nacional de Ciencias Económicas
- Programas de televisión
  - Cada familia una escuela[7]

### Escuelas de Música
- Caracas: Escuela Superior de Música José Ángel Lamas
- Caracas: Escuela de Música Lino Gallardo
- Caracas: Escuela de Música Juan Manuel Olivares
- Caracas: Escuela de Música José Reyna
- Caracas: Escuela de Música Pedro Nolasco Colon
- La Grita: Escuela de Música Santa Cecilia
- Rubio: Escuela de Música Francisco J. Marciales
- San Cristóbal: Escuela de Música Miguél Ángel Espinel
- Valera: Escuela de Música Laudelino Mejía
- La Guaira: Escuela de Música Pablo Castellanos

### Conservatorios de Música
Fundación del Estado para el Sistema Nacional de las Orquestas Juveniles e Infantiles de Venezuela.
- Aragua: Conservatorio de Música del estado Aragua.
- Carabobo: Conservatorio de Música de Carabobo.[9]
- Caracas: Conservatorio de Música Simón Bolívar.
- Caracas: Conservatorio Nacional de Música Juan José Landaeta.
- Lara: Conservatorio Vicente Emilio Sojo.
- Bolívar: Conservatorio Carlos Afanador Real.

## Ministros
| Ministros de Educación de Venezuela | Ministros de Educación de Venezuela | Ministros de Educación de Venezuela         |
| Nombre                              | Período                             | Presidente                                  |
| ----------------------------------- | ----------------------------------- | ------------------------------------------- |
| Aníbal Dominici                     | 1881 - 1887                         | Antonio Guzmán Blanco                       |
| José María Ortega Martínez          | 1887 - 1888                         | Hermógenes López                            |
| Manuel Clemente Urbaneja            | 1899 - 1900                         | Cipriano Castro                             |
| Félix Quintero                      | 1900 - 1901                         | Cipriano Castro                             |
| Tomás Garbiras                      | 1901 - 1902                         | Cipriano Castro                             |
| Rafael Monserrate                   | 1902 - 1903                         | Cipriano Castro                             |
| Eduardo Blanco                      | 1903 - 1905 1906                    | Cipriano Castro                             |
| Arnaldo Morales                     | 1905 - 1906                         | Cipriano Castro                             |
| Enrique Siso                        | 1906                                | Cipriano Castro                             |
| Carlos León                         | 1906                                | Cipriano Castro                             |
| Eduardo Blanco                      | 1906                                | Cipriano Castro                             |
| Laureano Villanueva                 | 1906 - 1907                         | Cipriano Castro                             |
| José Antonio Baldó                  | 1907 - 1908                         | Cipriano Castro                             |
| Samuel Darío Maldonado Vivas        | 1908 - 1910                         | Juan Vicente Gómez                          |
| Trino Baptista                      | 1910 - 1911                         | Juan Vicente Gómez                          |
| José Gil Fortoul                    | 1911-1912                           | Juan Vicente Gómez                          |
| Diego Arreaza Monagas               | 1912-1913                           | Juan Vicente Gómez                          |
| Felipe Guevara Rojas                | 1913-1917                           | Juan Vicente Gómez                          |
| Rafael González Rincones            | 1917 - 1922                         | Juan Vicente Gómez                          |
| José Ladislao Andara                | 1922                                | Juan Vicente Gómez                          |
| Rubén González Cárdenas             | 1922-1929                           | Juan Vicente Gómez                          |
| Rafael González Rincones            | 1931 - 1936                         | Juan Vicente Gómez/ Eleazar López Contreras |
| José Ramón Ayala                    | 1936                                | Eleazar López Contreras                     |
| Caracciolo Parra Pérez              | 1936                                | Eleazar López Contreras                     |
| Rómulo Gallegos                     | 1936                                | Eleazar López Contreras                     |
| Alberto Smith                       | 1936 - 1937                         | Eleazar López Contreras                     |
| Rafael Ernesto López                | 1937 - 1938                         | Eleazar López Contreras                     |
| Enrique Tejera Guevara              | 1938 - 1939                         | Eleazar López Contreras                     |
| Arturo Uslar Pietri                 | 1939 - 1941                         | Eleazar López Contreras                     |
| Alejandro Fuenmayor                 | 1941                                | Isaías Medina Angarita                      |
| Gustavo Herrera                     | 1941 - 1943                         | Isaías Medina Angarita                      |
| Rafael Vegas                        | 1943 - 1945                         | Isaías Medina Angarita                      |
| Humberto García Arocha              | 1945 - 1946                         | Rómulo Betancourt                           |
| Antonio Anzola Carrillo             | 1946 - 1947                         | Rómulo Betancourt                           |
| Luis Beltrán Prieto Figueroa        | 1947 - 1948 1948                    | Rómulo Betancourt / Rómulo Gallegos         |
| Augusto Mijares                     | 1948 - 1950                         | Carlos Delgado Chalbaud                     |
| Simón Becerra                       | 1952 - 1953                         | Marcos Pérez Jiménez                        |
| José Loreto Arismendi               | 1953 - 1956                         | Marcos Pérez Jiménez                        |
| Darío Parra                         | 1956 - 1958                         | Marcos Pérez Jiménez                        |
| Néstor Prato Chacón                 | 1958                                | Marcos Pérez Jiménez                        |
| Humberto Fernández Morán            | 1958                                | Marcos Pérez Jiménez                        |
| Rafael Pizani                       | 1959 - 1960                         | Rómulo Betancourt                           |
| Martín Pérez Guevara                | 1960 - 1961                         | Rómulo Betancourt                           |
| Reinaldo Leandro Mora               | 1961 - 1964                         | Rómulo Betancourt                           |
| José Manuel Siso Martínez           | 1964 - 1969                         | Raúl Leoni                                  |
| Héctor Hernández Carabaño           | 1969 - 1971                         | Rafael Caldera                              |
| Enrique Pérez Olivares              | 1971 - 1974                         | Rafael Caldera                              |
| Luis Manuel Peñalver                | 1974 - 1977                         | Carlos Andrés Pérez                         |
| Carlos Rafael Silva                 | 1977 - 1979                         | Carlos Andrés Pérez                         |
| Gerardo Cedeño Fermín               | 1979                                | Carlos Andrés Pérez                         |
| Rafael Fernández Heres              | 1979 - 1982                         | Luis Herrera Campins                        |
| Felipe Montilla                     | 1982 - 1984                         | Luis Herrera Campins                        |
| Ruth Lerner de Almea                | 1984 - 1985                         | Jaime Lusinchi                              |
| Luis Carbonell Parra                | 1985 - 1987                         | Jaime Lusinchi                              |
| Pedro Cabello Poleo                 | 1987 - 1988                         | Jaime Lusinchi                              |
| Laura Castillo de Gourfinkel        | 1988 - 1989                         | Jaime Lusinchi                              |
| Gustavo Roosen                      | 1989 - 1992                         | Carlos Andrés Pérez                         |
| Pedro Augusto Beauperthuy           | 1992 - 1993                         | Carlos Andrés Pérez                         |
| Elizabeth Yabour de Caldera         | 1993 - 1994                         | Ramón José Velásquez                        |
| Antonio Luis Cárdenas               | 1994 - 1999                         | Rafael Caldera                              |
| Héctor Navarro                      | 1999 - 2001                         | Hugo Chávez                                 |
| Aristóbulo Iztúriz                  | 2001 - 2007                         | Hugo Chávez                                 |
| Adán Chávez                         | 2007 - 2008                         | Hugo Chávez                                 |
| Héctor Navarro                      | 2008 - 2010                         | Hugo Chávez                                 |
| Jennifer Gil                        | 2010 - 2011                         | Hugo Chávez                                 |
| Maryann Hanson                      | 2011 - 2013                         | Hugo Chávez / Nicolás Maduro                |
| Héctor Rodríguez Castro             | 2013 - 2015                         | Nicolás Maduro                              |
| Rodulfo Pérez Hernández             | 2015 - 2017                         | Nicolás Maduro                              |
| Elías Jaua                          | 2017 - 2018                         | Nicolás Maduro                              |
| Aristóbulo Iztúriz                  | 2018 - 2021                         | Nicolás Maduro                              |
| Eduardo Piñate                      | 2021                                | Nicolás Maduro                              |
| Yelitze Santaella                   | 2021 - 2024                         | Nicolás Maduro                              |
| Héctor Rodríguez Castro             | 2024 - 2025                         | Nicolás Maduro                              |
| Héctor Rodríguez Castro             | 2025 -                              | Nicolás Maduro                              |